# Fortigaire de Plaisance

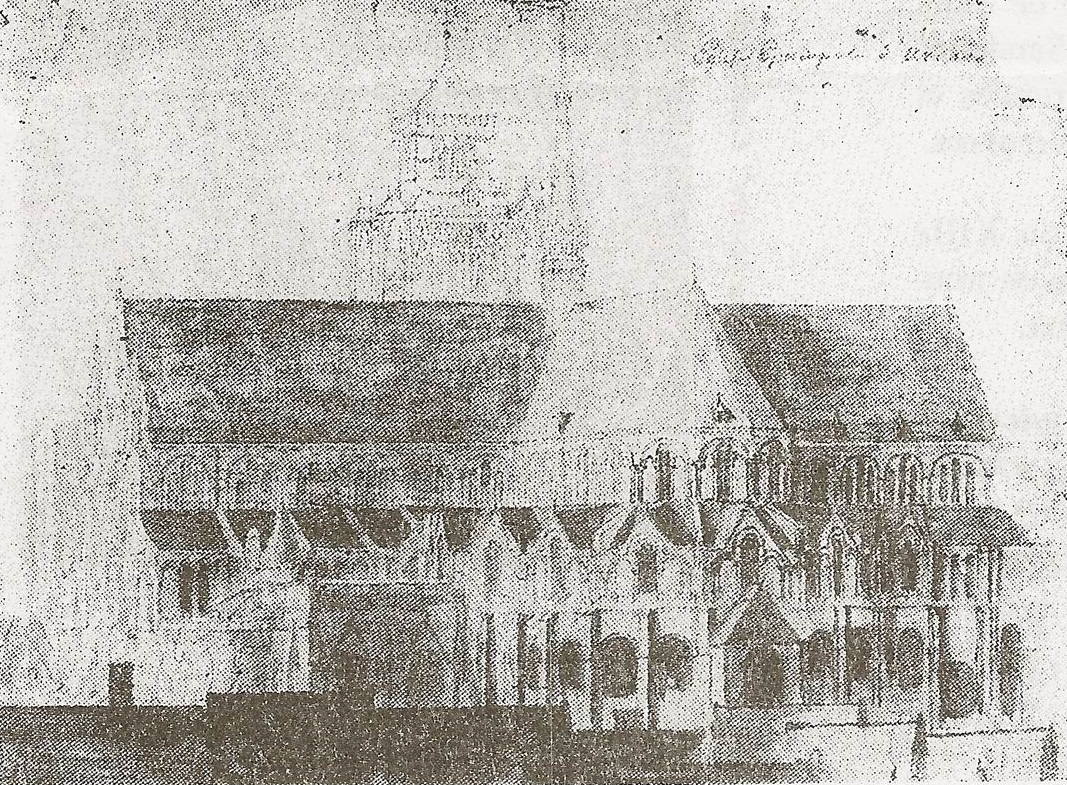
Voormalige kathedraal Notre-Dame-en-Cité in Atrecht; Fortigaire was er aartsdiaken en bisschop

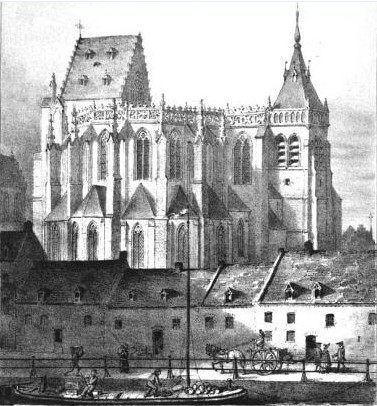
Voormalige Sint-Pieterskerk in Rijsel; Fortigaire was er proost van het kapittel.

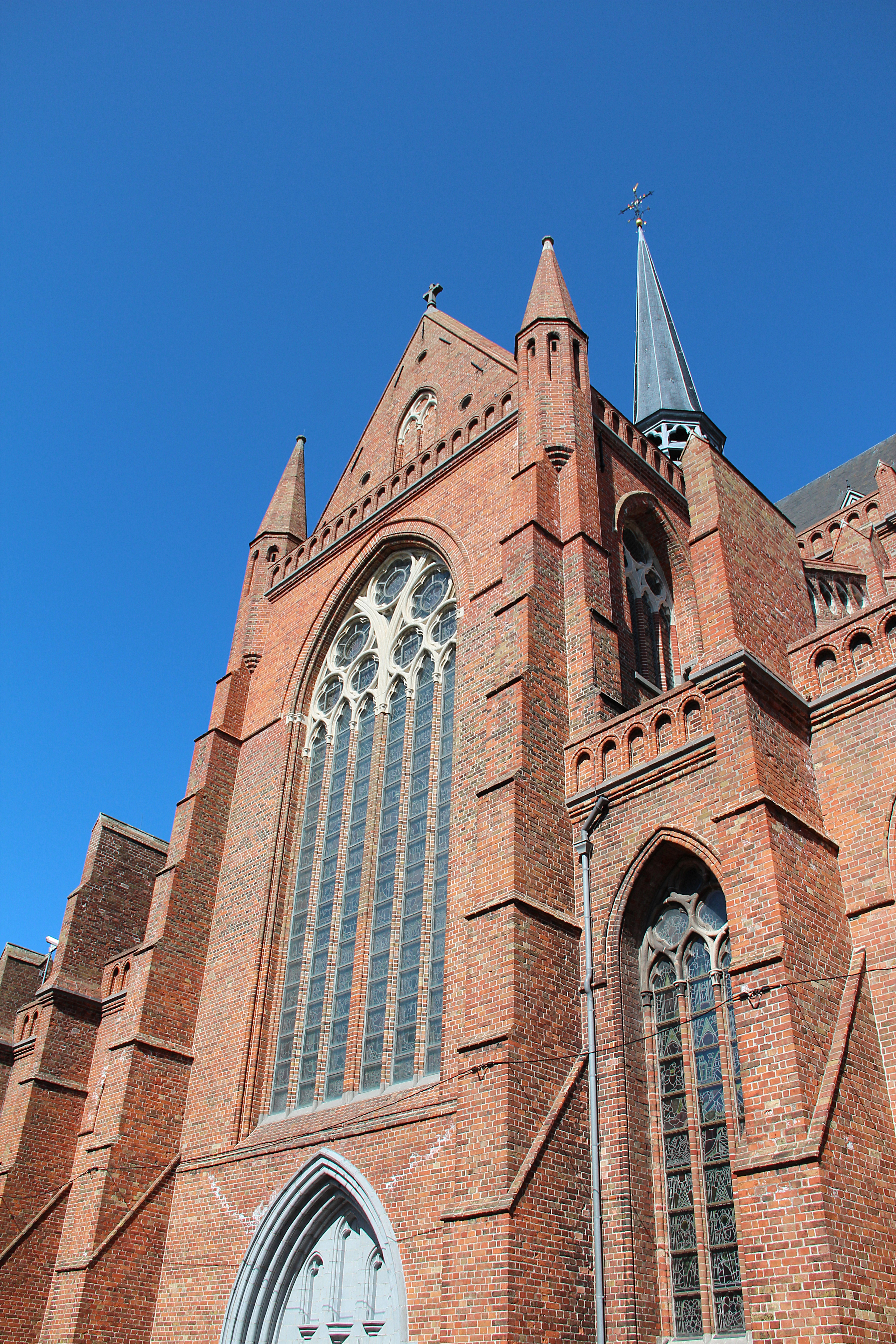
Sint-Walburgakerk in Veurne; Fortigaire was er proost van het kapittel.

Fortigaire de Plaisance (Brugge - (?) februari 1452) was een prelaat in de Zuidelijke Nederlanden in de 15e eeuw. Hij was raadsheer bij hertog Filips de Goede van Bourgondië, alsook bisschop van Atrecht van 1438 tot zijn dood in 1452.

## Levensloop

### Bourgondië
Zoals zijn naam aangeeft, waren zijn ouders afkomstig van de welvarende stad Piacenza in Lombardije. Zij leefden zeer waarschijnlijk als handelaars in Brugge, begin 15e eeuw. Fortigaire werd een van de 2 aartsdiakens van het bisdom Atrecht, namelijk het aartsdiakonaat Atrecht en omgeving. Het andere aartsdiakonaat was het kleinere Oosterbant. Fortigaire was tevens proost van de grote kapittels van Sint-Pieter in Rijsel en van Sint-Walburga in Veurne. Beide kapittels telden circa 30 kanunniken en waren welvarend. Fortigaire was raadsheer bij hertog Filips de Goede van Bourgondië, voor materies in de graafschappen Vlaanderen en Artesië.

### Kapittel van Atrecht
Als aartsdiaken had hij zware aanvaringen met het kapittel van de kathedraal Notre-Dame-en-Cité in Atrecht zelf. Het kamp van de bisschop met zijn aartsdiaken stond tegenover het kamp van het kapittel van de kathedraal, bijgenaamd de Cité. De inzet was de inkomsten van de kathedraal alsook de 1ste plaats na de bisschop: de aartsdiaken of de proost van de Cité. In 1438 stierf bisschop Kwinten Ménart. Datzelfde kapittel verkoos merkwaardig unaniem Fortigaire tot nieuwe bisschop. Dit vindt zijn verklaring in de belangrijke steun die Fortigaire genoot bij hertog Filips de Goede. Filips de Goede en zijn hofhouding waren aanwezig op de plechtige installatie van Fortigaire als bisschop van Atrecht (1439). Het dispuut tussen het kapittel en hun tegenstrever Fortigaire barstte nadien los.
Het kwam in 1440 tot een akkoord tussen beide partijen. Bisschop Fortigaire stond aan het kapittel quasi volledige autonomie toe: zowel hun goederen (gebouwen; parochie-inkomsten; benoemingen) als hun spirituele leven stonden voortaan los van de bisschop. Enkel bij een zwaar vergrijp van een kanunnik mocht de bisschop van Atrecht nog tussenkomen. Dit was een overwinning voor de Cité. Fortigaire stelde vast dat het kapittel van zijn kathedraal eigenlijk een klooster geworden was, los van zijn autoriteit als bisschop. Paus Eugenius IV keurde het akkoord goed. In de geschiedenis van Atrecht werd het vergelijk omschreven als compositio iniqua of ongelijk akkoord. De Franse koning Karel VII vond het akkoord alleszins een slechte zaak voor zijn belastingontvangers. Dezen botsten op de financiële autonomie van het kapittel. Bisschop Fortigaire viel bijgevolg in ongenade bij de koning. Het kapittel vroeg van de paus en bekwam nog toegevingen: geen nachtelijke gezangen meer en minder lang recht staan tijdens hun gebeden. In 1442 organiseerde bisschop Fortigaire een synode met de clerus van het bisdom Atrecht; hij zorgde voor een uniforme liturgie in heel zijn bisdom. Vervolgens schonk Fortigaire 2 altaren aan de kathedraal.

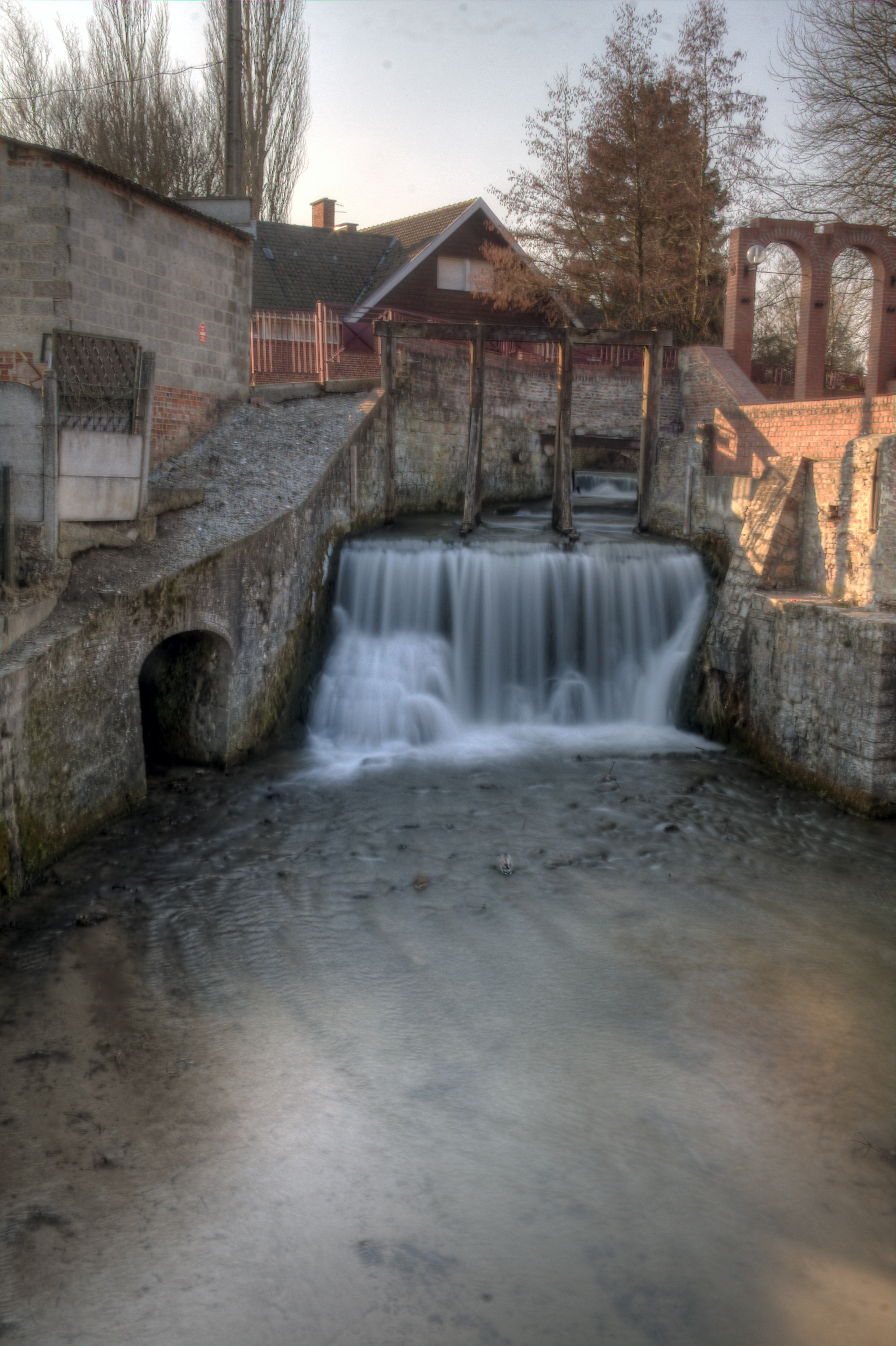
Maroeuil

Fortigaire verbleef graag in zijn residentie in Marœuil, buiten Atrecht. Hij liet er verbouwingen uitvoeren. Hij stierf op een onbekende plaats in 1452.